# Dr. Byrds & Mr. Hyde
Dr. Byrds & Mr. Hyde ist das siebte Studioalbum der US-amerikanischen Folk-Rock-Band The Byrds, das achte, wenn man ihr Greatest Hits-Album mitzählt. Es erschien am 3. Februar 1969 auf dem Label Columbia Records. In den Vereinigten Staaten erreichte das Album nur #153 der Pop-Charts, die niedrigste Chartplatzierung eines Byrd-Albums in den USA überhaupt, in Großbritannien erreichte es überraschend #15. Zudem war es das erste Byrds-Album, das von den meisten Kritikern gnadenlos verrissen wurde. Stilistisch gesehen lag das Album zwischen dem Country-Rock von Sweetheart of the Rodeo und dem Psychedelic Rock früherer Alben.
Nachdem Chris Hillman, Gram Parsons und Kevin Kelley nach den Aufnahmen zu Sweetheart of the Rodeo die Band verlassen hatten, war Roger McGuinn als letztes festes Mitglied der Byrds zurückgeblieben. Clarence White, der schon auf den vorigen drei Byrds-Alben als Session-Musiker gespielt hatte, wurde nun von McGuinn angeheuert, um Parsons zu ersetzen. Als Bassist kam John York hinzu, der schon mit The Mamas and the Papas getourt hatte, als Schlagzeuger stellte McGuinn den mit Gram nicht verwandten Gene Parsons ein. Produziert wurde das Album von Bob Johnston, der vor allem für seine Arbeit mit Bob Dylan bekannt war.
Zwei Singles gingen der Veröffentlichung des Albums voraus, Drug Store Truck Drivin’ Man/Bad Night at the Whiskey und Child of the Universe/Candy, die beide nicht charteten. Zudem erschien am 2. Mai eine Coverversion von Dylans Lay Lady Lay als Single, die auf keinem Byrds-Album enthalten war, aber Old Blue als B-Seite enthielt.

## Geschichte
Nachdem es den Byrds mit ihrem Album Sweetheart Of The Rodeo nicht gelungen war, neue Fans im Lager der Countrymusik zu gewinnen, erarbeitete Roger McGuinn 1968 ein neues Konzept für das zukünftige Programm der Band.
Zunächst waren personelle Probleme zu lösen. Gram Parsons war bereits vor Erscheinen der Sweetheart LP ausgestiegen und die Byrds hatten als Trio weitergearbeitet. Nun wurde der Schlagzeuger Kevin Kelley entlassen und durch Gene Parsons ersetzt. Gleichzeitig wurde der Gitarrist Clarence White, der als Sessionmusiker bereits auf früheren Byrds-LPs sowie auf der ersten Solo-LP von Gene Clark mitgewirkt hatte, rekrutiert. White hatte, wie auch Gene Parsons, einen langjährigen Countrymusic-Hintergrund und bestand darauf, entsprechende musikalische Elemente in das Programm aufzunehmen. Schließlich verließ auch, kurz vor neuen Studioaufnahmen, das Gründungsmitglied Chris Hillman die Gruppe und musste durch den Bassisten John York ersetzt werden.
McGuinns neues Konzept sah vor, die bisherigen vielfältigen musikalischen Elemente der Byrds (Rock, Pop, Country und Electronic Rock) auf Country-Rock und Heavy Electric Rock zu reduzieren.

## Single: Bad Night at the Whisky / Drug Store Truck Drivin’ Man
Die nächste Single der Byrds zeigt McGuinns neue Strategie am deutlichsten. Der Song der A-Seite, Bad Night At The Whiskey, mit dominanter Rhythmusgruppe und bluesiger Gitarre, entstammt McGuinns Feder und gehört zur neuen „Heavy“ Richtung der Byrds. Er entspricht auch am ehesten dem Zeitgeschmack von 1968/1969, als der Blues, besonders über Gitarren-Virtuosen wie Eric Clapton und Jimi Hendrix, immer populärer wurde und Jam-Sessions die kurzen Songs ersetzten. Allein der wie ein Mönchschor klingende Hintergrundgesang erinnert an eine frühere Aufnahme der Byrds, Gene Clarks If You’re Gone von 1965.
Die Rückseite Drug Store Truck Drivin’ Man war Teil des Country-Programmes der Byrds. McGuinn hatte das Lied Anfang 1968 mit Gram Parsons auf einer Tournee durch England geschrieben. Darin wurde Ralph Emery, ein damals prominenter DJ aus Nashville aufs Korn genommen, der die Byrds mit einer negativen Kritik bedacht hatte, nachdem sie im März zuvor in seiner Radio Show aufgetreten waren.
Ein Jahr später wurde der Song von Joan Baez, zusammen mit Jeffrey Shurtleff und Richard Festinger, beim Woodstock-Festival aufgeführt, und dem damaligen Gouverneur von Kalifornien, Ronald Reagan, gewidmet.

## Album: Dr. Byrds & Mr. Hyde
Auch der Titel des neuen Albums drückt die Zweigleisigkeit der neuen Strategie aus. Die Rückseite der Plattenhülle zeigt die Bandmitglieder, die sich ihrer Astronauten-Anzüge entledigen, um anschließend in Cowboy-Anzügen auf Pferden in den Sonnenaufgang zu reiten.
Die Songs beginnen mit This Wheel’s On Fire, einem bis dahin unveröffentlichten Lied von Bob Dylan. Wie bei Bad Night At The Whiskey stehen auch hier die verzerrte Blues-Gitarre von White und die Rhythmusgruppe im Vordergrund. Im Sound sehr ähnlich gehalten ist auch das letzte Stück des Albums, Medley: My Back Pages/B.J. Blues/Baby, What You Want Me To Do, eine Jam-Session im Stil der Zeit.
Mit Old Blue als zweitem Stück folgt die leichtere und akustische Seite der Byrds. Bob Gibson hatte diesen traditionellen Folksong Jahre zuvor in seinem Programm.
Noch mehr vom Countryrock geprägt ist Your Gentle Ways Of Lovin’ Me aus der Feder zweier Freunde von Gene Parsons, Gary Paxton und Gib Guilbeau, die zusammen mit ihm und Clarence White in der Formation Nashville West gespielt hatten. Dieser Gruppe wurde auch das einzige Instrumental-Stück des Albums gewidmet, Nashville West, ein Bluegrass mit dominantem E-Gitarren Solo von White.
Drei der nächsten Songs bestehen aus einer Kombination zwischen elektrischen und akustischen Elementen. In King Apathy III äußert McGuinn erstmals seine Abneigung gegen die Rock-Szene der Großstadt (Los Angeles) und seinen Wunsch nach einem gesünderen Landleben.
Die beiden anderen Lieder mit ähnlicher Stilistik waren als Teil der Filmmusik zu dem Film Candy (1968) geplant. Der Titelsong Candy schaffte es nicht bis dorthin, stattdessen aber Child Of The Universe, den McGuinn gemeinsam mit dem Filmmusik-Komponisten Dave Grusin geschrieben hatte. Für den Film wurde bei diesem Lied ein Orchester-Part hinzugefügt, der auf dem Byrds-Album fehlt.
Produzent des Albums war Bob Johnston, der zuvor sehr erfolgreich LPs von Bob Dylan und Johnny Cash produziert hatte. Auch bei späteren Arbeiten mit Leonard Cohen (Songs From A Room) und Simon & Garfunkel (Bridge over Troubled Water) verstand er es, sowohl Künstler als auch Käufer zufrieden zu stellen.
Im Jahr 1968 wagte er sich an die Produktion von Rockbands. Dabei kam es zu Resultaten, die damals besonders von den Musikern selbst kritisiert wurden. Dazu zählen die Alben Truly Fine Citizen der Gruppe Moby Grape sowie Dr.Byrds & Mr.Hyde. Hauptkritikpunkte waren die intensive Hinzunahme von Hall (Reverb) im Mix sowie die in den Hintergrund geschobenen Leadgitarren-Parts.
1997 wurde Dr.Byrds & Mr.Hyde auf CD wieder veröffentlicht. Dort wurden die Songs neu abgemischt (re-mastered) und entsprechen in diesen Versionen eher den ursprünglichen Vorstellungen der Musiker.
Darüber hinaus wurden auf dieser CD auch einige Outtakes wie Stanley’s Song und einige Alternativ-Versionen der Lieder zu Gehör gebracht.

## Single: Lay Lady Lay / Old Blue
Im Februar 1969 nahmen die Byrds mit Lay Lady Lay ihre nächste Single auf. Wieder handelte es sich um ein Dylan-Cover und wieder war Bob Johnston der Produzent.
Johnston fügte dem Mix einen weiblichen Background-Chor hinzu, ohne dies mit der Band abgesprochen zu haben. Background-Chöre mit Gospel-Elementen entsprachen zwar durchaus dem Zeitgeschmack (siehe With A Little Help From My Friends von Joe Cocker oder After Midnight von Eric Clapton), löste bei den Byrds aber weitere Unzufriedenheit aus. Die nächsten Produktionen der Band wurden deshalb von Terry Melcher übernommen, der auch die beiden ersten Byrds-Alben produziert hatte.

## Zusammenfassung
Dr.Byrds & Mr.Hyde entstand in einer problematischen Zeit der Band. Zum einen war Roger McGuinn das letzte verbliebene Gründungsmitglied der Byrds und musste entscheiden, ob unter diesem Namen weiter Musik gemacht werden sollte. Er entschied sich dafür und nahm qualifizierte Mitmusiker unter Vertrag, die mit ihrem instrumentalen Können die Gruppe in die 1970er Jahre führten.
Zum anderen musste geklärt werden, wie es musikalisch weiter gehen sollte. Zwar waren es die Byrds selbst gewesen, die die Countrymusic unter Jugendlichen populär gemacht hatten. McGuinn selbst aber stand diesem Genre eher skeptisch gegenüber. Sein ursprüngliches Vorhaben aus dem Spätjahr 1967, ein Doppelalbum mit Beiträgen zur Geschichte der Musik der U.S.A. aufzunehmen, war für ihn noch aktuell. Der Einfluss von Clarence White und Gene Parsons sowie die aufkommende Country-Rock-Welle schließlich überzeugten ihn davon, das weitere Programm aus einer Mischung von Country und Blues beeinflussten Stücken zu gestalten.

## Titelliste

### A-Seite
1. This Wheel’s on Fire (Bob Dylan/Rick Danko) – 4:44
2. Old Blue (Traditional; Arrangement: Roger McGuinn) – 3:21
3. Your Gentle Way of Loving Me (Gary Paxton/Gib Guilbeau) – 2:35
4. Child of the Universe (D. Grusin/Roger McGuinn) – 3:15
5. Nashville West (Gene Parsons/Clarence White) – 2:29

### B-Seite
1. Drug Store Truck Drivin’ Man (Roger McGuinn/Gram Parsons) – 2:37
2. King Apathy III (Roger McGuinn) – 3:00
3. Candy (Roger McGuinn/John York) – 3:38
4. Bad Night at the Whiskey (Roger McGuinn/J. Richards) – 3:23
5. Medley: My Back Pages/B.J. Blues/Baby What You Want Me to Do (Bob Dylan/Roger McGuinn/John York/Gene Parsons/Jimmy Reed) – 4:08

### Wiederveröffentlichung
Am 25. März 1997 veröffentlichte Columbia das Album auf CD mit folgenden Bonustracks:
1. Stanley’s Song (Roger McGuinn/R.J. Hippard) – 3:12
2. Lay Lady Lay (Bob Dylan) – 3:18
3. This Wheel’s on Fire (Bob Dylan/Rick Danko) – 3:53 (alternative Version)
4. Medley: My Back Pages/B.J. Blues/Baby What You Want Me to Do (Bob Dylan/Roger McGuinn/John York/Gene Parsons/Jimmy Reed) – 4:18 (alternative Version)
5. Nashville West (Gene Parsons/Clarence White) – 2:05 (alternative Version)